# 777 (число)
Вижте пояснителната страница за други значения на 777.
777 (седемстотин седемдесет и седем) е естествено, цяло число, следващо 776 и предхождащо 778.

## Общи сведения
Седемстотин седемдесет и седем с арабски цифри се записва „777“, а с римски цифри – „DCCLXXVII“. Числото 777 е съставено от три цифри от позиционните бройни системи – 7 (седем).

## Математика
- 777 е нечетно число.
- факторизация е 3 · 7 · 37.
- В двоична бройна система е 1100001001.
- В осмична бройна система е 1411.
- В шестнадесетична бройна система е 309.

## Политика
- Африканерско движение за съпротива в Южна Африка, е възприело числото 777 като част от своята емблема.[1]